# Oh, What a Knight!
Oh, What a Knight! é um curta-metragem do gênero comédia romântica produzido nos Estados Unidos e lançado em 18 de outubro de 1910. É um filme mudo em preto e branco.